# Cop d'estat a Tailàndia de 2006
El cop d'estat a Tailàndia de 2006 va tenir lloc el 19 de setembre d'aquest any i va ser liderat i iniciat per unitats militars pertanyents a forces especials de l'Exèrcit Reial Tailandès durant l'absència del Primer Ministre, Thaksin Shinawatra, qui es trobava en les Nacions Unides, i després d'una lenta crisi present des de gener per les controvertides operacions financeres de la família de Thaksin. El cop d'estat es va produir un mes abans de la celebració de les eleccions generals previstes pel 15 d'octubre. La junta militar, encapçalada pel general Sonthi Boonyaratglin, va derogar la constitució, va dissoldre l'Assemblea Nacional i el Tribunal Constitucional, va decretar la llei marcial, va prohibir les activitats polítiques en tot el país, inclosa la creació de nous partits i va decretar la censura de premsa amb la intervenció dels mitjans de comunicació i el bloqueig d'Internet.

## El cop d'estat
Els colpistes van declarar la seva lleialtat al rei Bhumibol Adulyadej i van crear un Consell per a la Reforma Democràtica sota la Monarquia Constitucional que va assumir els poders executius i legislatius i que va ser reconegut oficialment com a «govern provisional» pel rei el 22 de setembre.
Entre les altres mesures adoptades per les autoritats militars es van succeir la creació d'una Comissió Anticorrupció dirigida pel president del Tribunal Suprem que investigaria les operacions econòmiques i financeres del gabinet deposat i dels seus familiars, amb capacitat per a formular acusacions i requisar béns. Es van detenir diversos ministres que romanien en el país, així com a dirigents del partit del Primer Ministre, Thai Rak Thai.
La comunitat internacional va reaccionar condemnant el cop d'estat de manera gairebé generalitzada, encara que amb diferents matisos. Estats Units, la Unió Europea i Rússia es van mostrar contraris i van sol·licitar l'immediat restabliment de la legalitat i el retorn a la democràcia; Xina va manifestar que, de conformitat amb la seva política de no ingerència, no es pronunciava sobre la situació; les Nacions Unides, a través del seu Secretari General, Kofi Annan, van demanar la tornada a la normalitat democràtica.
La Borsa de Nova York i altres de la zona asiàtica van reaccionar amb baixes generalitzades en el primer dia del cop d'estat, encara que es van estabilitzar al llarg de la setmana següent. El Fons Monetari Internacional i el Banc Mundial van mostrar la seva preocupació encara que van descartar un impacte notable sobre l'economia de la zona.
Les organitzacions de drets humans com Human Rights Watch, la Comissió Asiàtica de Drets Humans i Amnistia Internacional van criticar amb duresa el cop i la consegüent limitació de drets fonamentals com la llibertat de premsa i la llibertat d'expressió.
En l'àmbit intern, els resultats de les enquestes elaborades els dies immediatament posteriors a l'aldarull, van mostrar un massiu suport de la població a aquesta. No obstant això, també es van produir manifestacions limitades a la capital, Bangkok. Activistes procedents de diferents universitats contraris al cop, però també al mateix Thaksin, es van oposar a la revolta i a les retallades de les llibertats públiques. L'economia tailandesa es va veure afectada per un descens continuat de la borsa de valors de Bangkok des del dia 21 de setembre i la depreciació de la moneda local, el baht, si bé els analistes van destacar que la situació només mantindria efectes negatius en el quart trimestre de l'any 2006, esperant que fos menor que en anteriors crisis polítiques al país. Totes les previsions apuntaven a una recuperació en 2007.
L'1 d'octubre es va aprovar una Constitució provisional que va ser signada i ratificada pel rei i es va nomenar Primer Ministre interí el general retirat, Surayud Chulanont, que va dirigir el govern provisional a Tailàndia.

## Esdeveniments

### Rumors previs sobre el cop d'estat
Els dies i mesos anteriors al cop d'estat -des de la celebració de les eleccions de 2 d'abril, més tard invalidades pels tribunals- les remors sobre una possible intentona militar es van succeir. Al maig, el general Sonthi Boonyaratkalin va assegurar que els militars no intervindrien en la situació política. El 20 de juliol, un centenar d'oficials lleials al Primer Ministre *Thaksin, que li van manifestar la seva adhesió, van ser reassignats a altres destinacions per l'Alt Comandament, el que va accentuar les sospites que s'estava dividint els membres segons la seva lleialtat al Govern. L'agost, es va saber de moviments de tancs prop de Bangkok, però els militars van indicar que eren simples exercicis rutinaris. A principis de setembre, la policia va detenir a cinc militars després d'interceptar a un d'ells amb una bomba en l'interior d'un vehicle. El mateix 14 de setembre, el general Sonthi va reiterar la seva posició contrària a la intervenció militar.

### 19 de setembre
- Entre les 18:30 i les 21:00, hora local, unitats dels Cossos Especials de l'Exèrcit Tailandès procedents de la II Regió Militar, es van dirigir des de la província de Lopburi a Bangkok.
- Al voltant de les 21:30 hores, la ràdio estatal va interrompre les seves emissions en la capital, i el canal 5 de televisió, regit per l'Exèrcit, va substituir la programació habitual per imatges d'arxiu de la Família Reial Tailandesa i música.[5] Immediatament després, la programació en els altres quatre canals d'àmbit nacional van ser suspeses. AL mateix temps, es van estendre les remors que el Viceprimer Ministre, Chitchai Wannasathit, i el Ministre de Defensa, Thamarak Isarangura, havien estat detinguts.
- A les 21:40 hores, comandos de l'Exèrcit van arribar a la residència del Primer Ministre Thaksin Shinawatra al mateix temps que carros de combat es desplegaven i prenien posicions en la capital i els seus voltants. Una desena de tancs va envoltar la seu del Govern i unitats d'infanteria la van ocupar.
- Entre les 22:15 i les 23:00 hores el Primer Ministre, que es trobava en Nova York assistint a l'Assemblea General de les Nacions Unides, va decretar per telèfon l'estat d'emergència i va ordenar la destitució del Comandant en Cap de l'Exèrcit, qui estava dirigint el cop, general Sonthi Boonyaratglin. Aquest al seu torn va assumir de facto el govern, va declarar la llei marcial, va revocar la Constitució vigent des de 1997, va dissoldre l'Assemblea Nacional de Tailàndia i el Tribunal Suprem.[6]
- En un intent per frenar el cop, tropes lleials al Primer Ministre Thaksin van prendre posicions en altres edificis governamentals encara que finalment no van prestar oposició als revoltats.[7]
- A les 23:00 hores, la Comandància Suprema de les Forces Armades, seguint ordres del general Ruangroj Mahasaranon, va ordenar a totes les unitats, poc abans d'interrompre la programació del seu canal de televisió, que estiguessin atentes a l'anunci oficial que es va fer públic pocs minuts després:

| « | «El comandant de les Forces Armades i el comandant de la Policia Nacional han pres amb èxit Bangkok i els voltants per a mantenir la pau i l'ordre. No hi ha hagut cap enfrontament. Demanem la cooperació del poble i el vostre perdó pels inconvenients» | » |

Poc després es va ampliar el comunicat per a justificar el cop d'estat:
| « | «Hi ha hagut una divisió social com mai abans. Cada part ha tractat de conquistar a l'altra per tots els mitjans possibles i la situació tendeix a empitjorar a causa dels dubtes sobre l'Administració enmig de l'estesa corrupció. Les unitats de l'Estat i les organitzacions independents han estat políticament incapaces de prestar els seus serveis com especifica la Constitució» | » |

Des de l'inici de les operacions militars a les 18:30, fins a la presa de la capital, el control de les institucions públiques i la comunicació a la població del cop d'estat van passar, aproximadament, quatre hores i mitja.
Es va crear un Consell per a la Reforma Democràtica sota la Monarquia Constitucional (posteriorment denominat únicament Consell per a la Reforma Democràtica per a evitar suspicàcies pel que fa a la situació de la Monarquia) davant el qual havien de presentar-se l'endemà totes les altes autoritats dels ministeris i funcionaris de major rang, i que assumia el poder executiu col·legiat fins a la transició política. El portaveu de l'Exèrcit comunicava que el general Sonthi assumia totes les facultats com Primer Ministre interí.
Segons diverses fonts, aquest mateix dia els caps dels tres exèrcits (Terra, Aire i Armada) es van reunir amb el Rei per a proposar un gabinet amb el general Surayud Chulanont, home de la total confiança del conseller real Prem Tinsulanonda, com Primer Ministre interí.

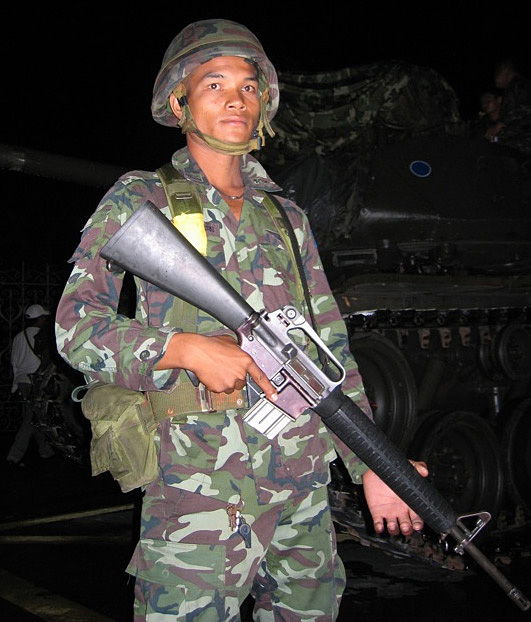
Un soldat tailandès armat

### 20 de setembre
Durant la matinada del 19 al 20 de setembre es va emetre un tercer comunicat del Consell per a la Reforma Democràtica en el qual es decretava, ara de forma col·legiada, la llei marcial, es dissolia el Parlament i el Tribunal Constitucional, s'abolia la Constitució de 1997 i es confirmava la detenció dels ministres Chitchai i Thammarak.
En el matí del dimecres, 20 de setembre, les pàgines web dels diaris més importants del país (Bangkok Post, The Nation i Thai Rath) donaven la notícia del cop d'estat amb aparent normalitat de funcionament (Bangkok Post i The Nation mantenien dures crítiques periodístiques al govern de Thaksin). La web de Daily News a Tailàndia incloïa una àmplia cobertura gràfica de les operacions militars, el que suggeria en un primer moment que no havia estat imposada censura de premsa. Hores més tard, no obstant això, els canals de notícies de mitjans en anglès, com CNN i BBC, no van poder seguir informant a la població tailandesa i tots els mitjans del país van ser sotmesos a censura.
El general Sonthi va assegurar al matí, durant una conferència televisiva, que la durada del nou govern seria de tan sols dues setmanes, temps en el qual s'elaboraria una nova Constitució, encara que no va especificar en quin sentit. Va afirmar que, al terme d'aquest termini, es donaria pas a un govern provisional per determinar i que quedava suspesa per un any la celebració d'eleccions generals prevista per al 15 d'octubre. Sonthi va explicar que les funcions executives les exerciria el nou Consell de Reforma Administrativa que ell mateix presidia i va anunciar que l'anterior Primer Ministre, «podria ser perseguit per la justícia».
Al mateix temps que es comunicaven a la població les primeres mesures del Consell i la intenció del mateix de romandre només dues setmanes en el poder, es va suggerir des de The Nation i altres mitjans, que el Governador del Banc de Tailàndia, Pridiyathorn Devakula, que es trobava en Singapur en una reunió del Fons Monetari Internacional, podia haver acceptat ser el Cap del Govern provisional.

En el transcurs del matí, el rei Bhumibol Adulyadej, va mostrar per mitjà d'un anunci televisiu del seu portaveu, el seu suport al líder del cop.

## Conseqüències s
Amb el suport del rei Bhumibol Adulyadej els militars van començar un procés que va derivar en un govern provisional i en l'elaboració d'una nova constitució, amb data de lliurament a l'octubre del 2007. Els caps dels tres exèrcits (Terra, Aire i Armada) es van reunir amb el Rei per a proposar un gabinet amb el general Surayud Chulanont, home de la total confiança del conseller real Prem Tinsulanonda, com Primer Ministre interí fins que es van celebrar unes noves eleccions a finals de 2007